# خوليو فيال
خوليو فيال (بالإسبانية: Julio Vial)‏ هو لاعب كرة قدم تشيلي في مركز الهجوم، ولد في 1 يوليو 1923 في مايبو في تشيلي، وتوفي في 10 مارس 2016 في سانتياغو في تشيلي.

## وصلات خارجية
- خوليو فيال على موقع الاتحاد الدولي (مؤرشف)  (الإنجليزية)
- خوليو فيال على موقع ناشيونال فوتبول تيمز (الإنجليزية)
- خوليو فيال على موقع عالم كرة القدم.نت (الإنجليزية)
- خوليو فيال على موقع أوليمبيديا (الإنجليزية)